# Lijst van Belgische adelsverheffingen 1957
Personen die in 1957 in de Belgische adel werden opgenomen of een adellijke titel verwierven.

## Graaf
- Graaf Alfred de Lichtervelde (1888-1965), burgemeester van Gages, uitbreiding van de titel tot alle afstammelingen.

## Burggraaf
- Jonkheer Alain Jolly (1927-2006), de persoonlijke titel burggraaf.
- Jonkheer Réginald Jolly (1928-2003), persoonlijke titel burggraaf.

## Baron
- Pierre de Bonvoisin (1903-1982), voorzitter Generale Bank, erfelijke adel en de titel van baron, overdraagbaar bij eerstgeboorte (in 1967 titel uitgebreid tot alle mannelijke afstammelingen.
- Leo Van Dyck (1888-1970), voorzitter Bell Telephone, erfelijke adel en persoonlijke titel baron.
- André Peltzer (1882-1966), erfelijke adel en persoonlijke titel baron.

## Barones
- Geneviève Bastin (1922- ), dochter van generaal-majoor Jules Bastin, persoonlijke adel en de titel van barones.

## Ridder
- Jonkheer Michel Cleenewerck de Crayencour (1885-1966), persoonlijke titel van ridder
- Jonkheer Jacques Everard de Harzir (1911- ), de titel ridder, overdraagbaar bij eerstgeboorte.
- Henry Lallemand (1936), erfelijke adel en de titel ridder, overdraagbaar bij eerstgeboorte.
- Baudouin Legrand (1928-2008), kolonel, erfelijke adel en de persoonlijke titel ridder.
- Jonkheer Henri Massange de Collombs (1904-1982), de titel ridder, overdraagbaar bij eerstgeboorte.
- Jonkheer Willy de Munck (1879-1959), vicegouverneur Société Générale de Belgique, de persoonlijke titel ridder.
- Valentin Vaerwyck (1882-1959), architect, erfelijke adel en de persoonlijke titel ridder.

## Jonkheer
- Albert Boone (1887-1971), voorzitter rechtbank Turnhout, erfelijke adel.
- Philippe de Braconnier d'Alphen (1893-1960), erfelijke adel.
- Marie François Jehan Hervé Carpentier de Changy (1896-1962), erfelijke adel (inlijving).
- Xavier Janne d'Othée (1883-1978), erfelijke adel.
- Jacques Legrand (1930-1983), erfelijke adel.
- Marie-Victor Baudouin de Marotte de Montigny (1894-1973), erfelijke adel (erkenning).
- Jacques Matthieu de Wynendaele (1899-1980), erfelijke adel.
- Fernand Puissant Baeyens (1892-1981), vicevoorzitter bank van de Société Générale, erfelijke adel.
- Jean-François Robin (1932- ), zoon van Jacques Robin, gestorven voor het baderland, erfelijke adel.
- Etienne Robin (1936- ), erfelijke adel.
- Didier Robin (1941- ), erfelijke adel.
- Edouard Zurstrassen (1893-1982), erfelijke adel.

## Jonkvrouw
- Marie-Christiane Robin (1934- ), persoonlijke adel.
- Sonia Robin (1936- ), persoonlijke adel.
- Micheline Robin (1936- ), persoonlijke adel.
- Sabine Robin (1944- ),persoonlijke adel.
- Edith Robin (1944- ), persoonlijke adel.